# حسين خلف
حسين خلف (22 سبتمبر 1983) لاعب كرة قدم بحريني يلعب حاليا لصالح نادي الدرجة الأولى المالكية البحريني في مركز الوسط المدافع من 2001 كما يجيد اللعب في مركزي الوسط المحوري وقلب الدفاع.